# Hermann Arnold (Mediziner)
Hermann Arnold (* 18. April 1912 in Alsenz; † 28. November 2005 in Landau in der Pfalz) war ein deutscher Medizinalbeamter, der vor allem als Autor zu „Zigeunern“, „Zigeunermischlingen“, „Asozialen“ (jeweils Arnold) und regionalgeschichtlichen Darstellungen zu Juden und „Räuberbanden“ bekannt geworden ist. Seine Publikationen und seine Beratertätigkeit als „Zigeunerexperte“ standen in einer Kontinuität mit der NS-Zigeunerforschung Robert Ritters, was seit etwa 1980 wissenschaftlich und politisch kritisiert wurde. Arnold forderte eine Steuerung der Bevölkerungspolitik durch Eugenik.

## Jugend und Bildung

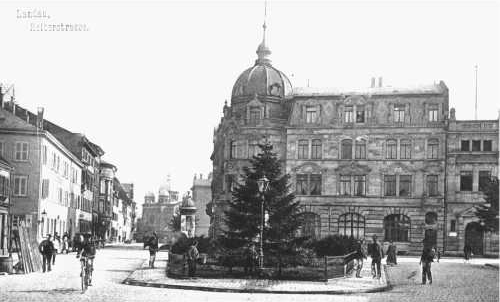
Landau (Postkarte um 1903)

Er wurde am 18. April 1912 als Sohn des Distriktarztes Alfred Arnold in Alsenz/Pfalz geboren, besuchte dort 1918 die Volksschule und in den Jahren 1922 bis 1931 das Humanistische Gymnasium in Landau/Pfalz.
Außer den Angaben über den Beruf des Vaters und die Schulbildung ist über Arnolds Jugend nichts bekannt.

## Medizinstudium, C-Waffenforschung und Militärarzt (1932–1945)
Sein Studium der Medizin begann Arnold in München an der Ludwig-Maximilians-Universität. Er wechselte nach vier Semestern zur Ruprecht-Karls-Universität Heidelberg, wo er Ende des Sommersemesters 1933 seine ärztliche Vorprüfung absolvierte. Im Wintersemester 1933/34 setzte er das Studium an der Christian-Albrechts-Universität zu Kiel fort.
Im April 1934 trat Arnold als Fahnenjunker in das Sanitätskorps der Reichswehr ein. Seine Waffenausbildung erfolgte in Tübingen, wo er zugleich Vorlesungen besuchen konnte. Im November 1934 wurde er an die Militärärztliche Akademie in Berlin abkommandiert, die am 1. Oktober desselben Jahres anstelle der 1919 aufgelösten Kaiser-Wilhelm-Akademie durch die Nationalsozialisten als „Militärärztliche Akademie“ wieder eröffnet worden war und an der er sein Studium bis zur medizinischen Staatsprüfung im September 1936 fortsetzte. Arnolds Approbation erfolgte am 29. September 1937. Im August 1937 war er promoviert worden. Die Dissertation unter dem Titel „Beiträge zur Pathologie der Augenschädigung durch Dichlordiäthylsulfid auf Grund von Tierversuchen“ behandelte die Auswirkungen des chemischen Kampfstoffs Senfgas. Gutachter waren der Giftgasexperte Otto Muntsch und der Pathologe Max Löhlein. Die Tierversuche fanden an der Gastherapeutischen Abteilung der Militärärztlichen Akademie statt. Dort wurde Arnold anschließend Oberfeldarzt.
Über die weiteren Lebensumstände und Tätigkeiten 1937 bis 1939 ist wenig bekannt, da es keine Unterlagen gibt; auch die Promotionsakte fehlt. Von August 1939 bis 1945 war er Militärarzt (Oberarzt, Stabsarzt, Oberstabsarzt) an verschiedenen schlecht belegten Einsatzorten, z. T. in Zusammenhang mit auf Chemiewaffen spezialisierten Truppenteilen. Ausweislich seines Nachrufs war er im Zweiten Weltkrieg „Chef einer Sanitätskompanie“.

## In der Bundesrepublik
Nach dem Jahr 1945 arbeitete Arnold als Leiter des Gesundheitsamtes der Stadt Landau/Pfalz.
Im Jahr 1971 berief ihn die Universität Saarbrücken zum Außerplanmäßigen Professor für Sozialhygiene. Bis 1974 war er Amtsarzt in Landau.
In seiner Funktion als Kreisarzt war er 1947 Experte für die Ernährungssituation in Landau. Er war an der Organisation von Hilfslieferungen amerikanischer Mennoniten und an Schulspeisungen beteiligt.

## Der „Zigeunerexperte“, 1950–2005

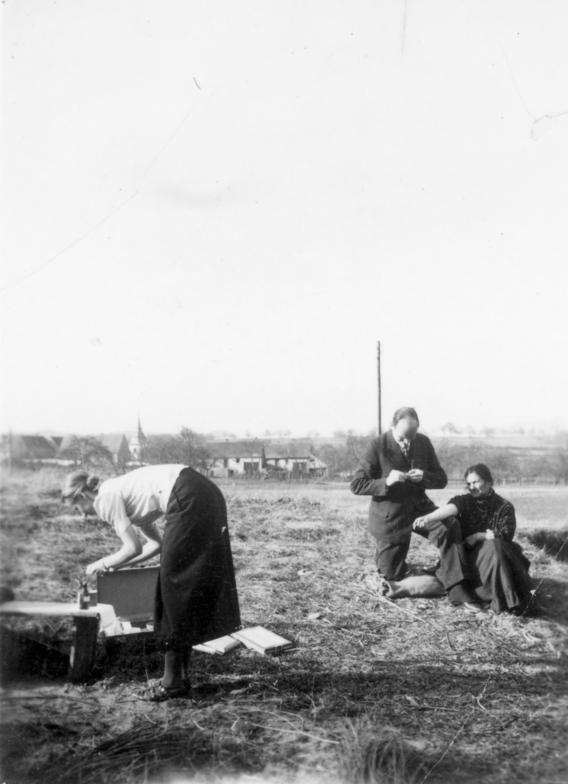
Ritter und Justin bei Erfassungsarbeiten (Zwangsweise Blutabnahme) des RHF im April 1938 in der Pfalz (Aufnahme RHF)

Wie Arnold zum Thema „Zigeuner- und Asozialenforschung“ kam, ist ungeklärt. Sicher ist, dass er nicht der von Robert Ritter geleiteten Rassenhygienischen Forschungsstelle (RHF) angehörte.
Ein persönlicher Kontakt mit Eva Justin (ehemals RHF) kann – laut Hohmann – für die Jahre 1947/48 angenommen werden. Justin ging davon aus, dass Ritter und Arnold sich aus der Vorkriegszeit kannten. Über Kontakte zwischen Ritter und Arnold vor 1945 existieren keine schriftlichen Quellen. Möglich wäre zum einen eine Begegnung in Tübingen, wo Arnold bis 1934 und Ritter bis 1936 lebten, oder in Berlin, wo danach beide arbeiteten. Die dritte Möglichkeit besteht in einer Beteiligung Arnolds an den Erfassungen der RHF 1938 oder später. Hierzu liegen mehrere eidesstattliche Versicherungen überlebender süddeutscher Sinti vor, die Arnold in Begleitung von Mitarbeitern der RHF gesehen haben wollen. Diese hatten vor Gericht keinen Bestand. Arnold selbst schwieg über seine Verbindungen vor 1945.
Nach dem Tod Ritters 1951 begann Arnold zum Themenschwerpunkt „Vaganten“, „Gauner“, „Räuberbanden“, „Asoziale“, „Zigeuner“, „Zigeunermischlinge“ zu publizieren. Die meisten und umfangreichsten Arbeiten erschienen Anfang der 1950er bis Mitte der 1970er Jahre. Die Publikationen Arnolds setzten dabei die kriminalbiologischen und rassenhygienischen Paradigmen der NS-Zigeunerforschung fort. Sie hatten das von Ritters RHF gesammelte „Material“ als Grundlage.
So nutzte Arnold etwa für seine 1958 vom Bundesinnenministerium herausgegebenen „Untersuchungen zum Vagantenproblem“ die „Sippentafeln“ der RHF. Mit Unterstützung des Bundesinnenministeriums wurde 1962 eine „Dokumentationsstelle für nichtsesshafte Personen“ unter der Leitung von Arnold gegründet. Sie war der „Deutschen Akademie für Bevölkerungswissenschaft“ in Hamburg angegliedert.
1960 bezeichnete er Zigeuner als „Gemeinschaftsfremde (Asoziale)“, deren alte „Züchtungskreise“ besonders in Süddeutschland erhalten geblieben seien. Die Heirat mit Mitgliedern der „Wirtsvölker“ entfessele die „Fruchtbarkeit der Nachkommen“.
Im Jahr 1961 versuchte er vergeblich, ein Forschungsprojekt zu etablieren, bei dem „indische Wandervölker, Buschmänner und Zigeuner sowie deren ,Bastarde’ (hybrid groups) in ihrem sozialen Verhalten“ verglichen werden sollten, um Spekulationen von gemeinsamen Erbcharakteristika nachzugehen.

### Reichsakten in Privathand
Die von der RHF unter Leitung von Ritter erstellten Personenakten, Genealogien, Fotos und anthropometrisches Material – der Zentralrat Deutscher Sinti und Roma nennt sie „Planungsunterlagen des Völkermordes“ – blieben nicht im Besitz des Reichsgesundheitsamts, dem die RHF eingegliedert war, sondern wurden schon vor Kriegsende von Ritter und seinen Mitarbeitern nach Süddeutschland ausgelagert. Nach 1945 wurde der Bestand nicht wie üblich an ein staatliches Archiv abgegeben, sondern Ritter und Justin verteilten ihn an Privatpersonen wie die Tübinger Anthropologin Sophie Ehrhardt (ehemals RHF) und die Landfahrerstelle der Münchener Polizei, die von Spezialisten der NS-Zeit besetzt war. Arnold hatte aus München Akten der RHF erhalten.
Die Landfahrerstelle der Münchener Polizei wurde 1970 wegen Verfassungswidrigkeit aufgelöst.
Genealogien und andere Materialien der RHF erreichten seit den 1950er Jahren Arnold. 1979 begannen Proteste gegen den Verbleib der RHF-Materialien in Privathand. Teil dieses Protests waren Gerichts- und Disziplinarverfahren gegen Archivare und Professoren. Das zeigte im Folgenden Wirkung. Arnold gab nach dem Besuch eines Mitarbeiters des Bundesarchivs 1981 die Akten dennoch nicht an das eigentlich zuständige Bundesarchiv, sondern an das Anthropologische Institut der Johannes Gutenberg-Universität Mainz weiter. Von hier wurden sie an das Archiv der Universität Tübingen weitergegeben. Eine Besetzung des Tübinger Archivs führte schließlich 1982 zur Abgabe an das Bundesarchiv in Koblenz.

### Ritter und Justin als Dauerquellen der arnoldschen Publikationen
Nicht nur das Material der RHF wurde genutzt, sondern auch die Publikationen und Wertungen der Mitarbeiter als angeblich seriöse Literatur mit gültigen kriminalbiologischen Thesen übernommen. Hier nur einige Beispiele: Justins Dissertation und Schriften Ritters wurden mehrfach etwa in seiner Publikation über die Hannikel-„Bande“ genutzt.
Auch für sein Werk „Vaganten, Komödianten, Fieranten, und Briganten; Untersuchungen zum Vagantenproblem an vagierenden Bevölkerungsgruppen vorwiegend der Pfalz“ (1958), zu dem Otmar Freiherr von Verschuer das Vorwort schrieb, sind Ritter, Justin und weitere Mitarbeiter der RHF bereits im Vorwort als eine bedeutende Quelle, in deren Tradition sich Arnold stellt, erwähnt, er zitiert Ritter wörtlich, ohne es allerdings auszuweisen. Arnolds Publikation „Bevölkerungsbiologische Beobachtungen an Sippenwanderern“ (1960) fußte teilweise auf Ritters Habilitation „Ein Menschenschlag“ von 1937, der Aufsatz „Zur Frage der Fruchtbarkeit von Zigeunern, Zigeunermischlingsgruppen und anderen sozialen Isolaten“ (1967) wertete neben weiteren Publikationen aus der NS-Zeit auch unveröffentlichte Genealogien der RHF aus.

### Hauptwerk: „Die Zigeuner“ (1965)
Eines der auflagenstärksten Bücher Arnolds dürfte Die Zigeuner: Herkunft und Leben im deutschen Sprachgebiet (1965) sein, das entstand, als er noch nicht umstritten war. Über 60 Prozent der Fotos, die er dort verwandte, stammten aus dem Bestand der RHF, den er als „Archiv des Autors“ verschleierte (Beispiele siehe Bildgalerie). Viele der Fotos waren bei Erfassungsaktionen der RHF entstanden. Arnold änderte Datierungen, die in die NS-Zeit verwiesen hätten, oder ließ sie ganz fort und unterschlug grundsätzlich den Kontext, in dem und für den die Bilder entstanden waren. Publikationen aus der NS-Zeit machten im Kapitel „Die Zigeunerstämme des deutschen Sprachgebiets“ 50 Prozent der Literaturverweise aus. In dem der Suche nach dem „Wesen“ der „Zigeuner“ besonders eng verbundenen Kapitel „Zur Anthropologie der Zigeuner“ waren es zwei Drittel. Bei den Tabellen stammen drei Viertel von NS-Tsiganologen. Inhaltlich knüpfte Arnold eng an Ritter an, übernahm in Teilen Vorstellungen und Formulierungen.

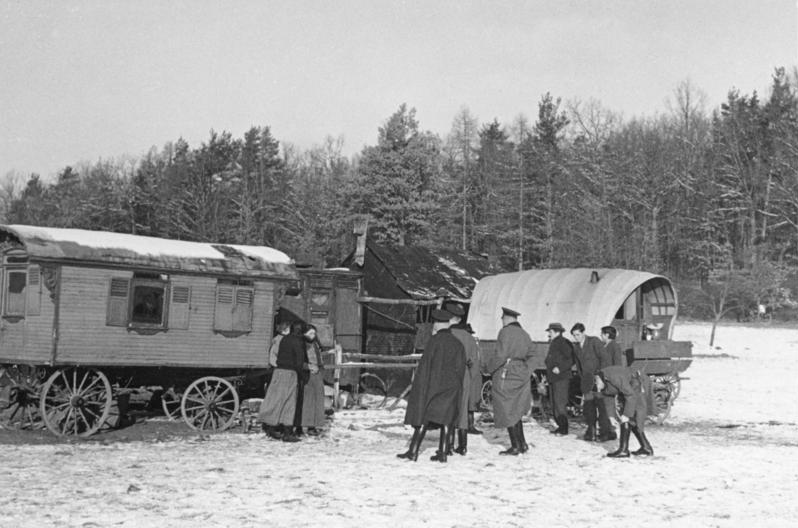
Bildunterschrift des Bundesarchives: „Polizei bei gestellter Razzia von Sinti und Roma-Wohnwagen im Winter in Renningen – Leonberg 1937/38“. Ein Bild dieser Serie findet sich bei Arnold: Die Zigeuner, S. 74, mit der Bildbeschreibung: „Polizei kontrolliert Wanderzigeuner um 1925 in Oberschwaben“. Die Herkunft ist mit „Archiv Arnold“ angegeben.
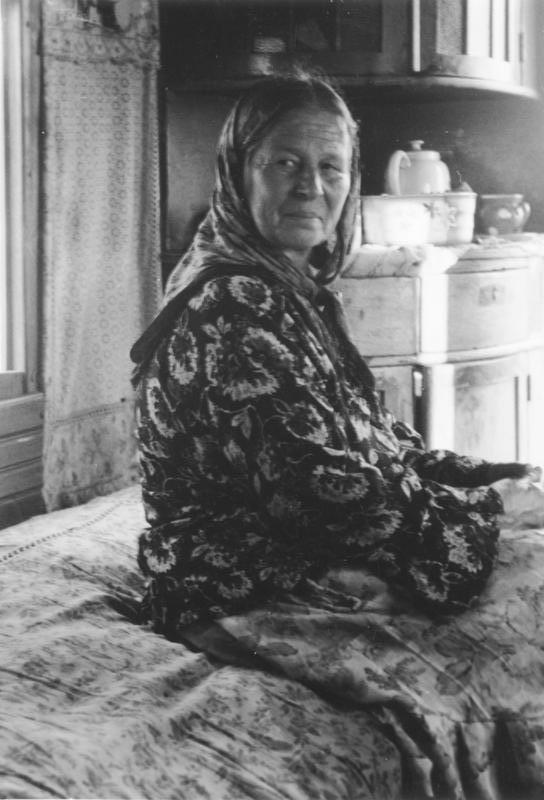
Aufnahme der RHF anlässlich der Erhebung in Halle a. d. Saale. Fast das gleiche Bild nutzt Arnold ethnographisch in „Die Zigeuner“, S. 201, mit der Bildunterschrift „Wohnwagen der Drisari-Zigeuner [um 1939]“. Wiederum ist als Herkunft „Archiv Arnold“ angegeben.
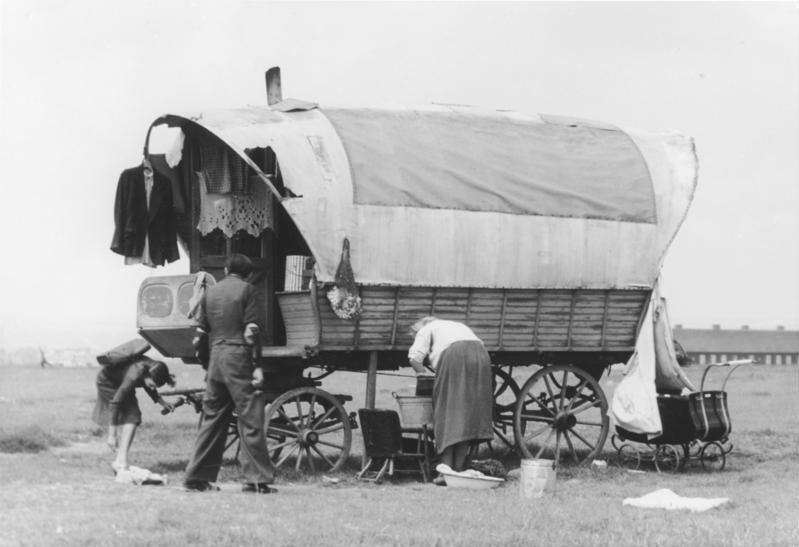
Aufnahme der RHF anlässlich der Erhebung in Halle/Saale. Genau dieses Bild findet sich bei Arnold „Die Zigeuner“, S. 202, mit der Bildunterschrift „Wohnwagen einer mitteldeutschen Sintifamilie“. Wiederum ist als Herkunft „Archiv Arnold“ angegeben.

Das fast 40 Seiten starke Kapitel „Psychologie und Anthropologie“ ist thematisch benachbarten NS-Veröffentlichungen ähnlich, auch da, wo es sie nicht als Quelle nutzt. Arnold attestierte „Zigeunern“ mangelnde „intellektuelle Fähigkeiten“ (S. 258), „Primitivität“ (S. 258), untersuchte Stichproben seien zur Hälfte „schwachbegabt“, in Teilen „ausgesprochen schwachsinnig“ (S. 258). Versuche der pädagogischen Hilfe seien bisher unbefriedigend. Besonders wertvoll seien Untersuchungen über „artfremd erzogene“, d. h. in Erziehungsanstalten oder Pflegestellen untergebrachte „Zigeunerkinder“ (S. 259). Als Quelle diente wiederum Justins Dissertation, die Arnold über mehrere Seiten distanzlos zitierte (S. 259–262). Justins Forderung nach rassenhygienisch motivierter Zwangssterilisation unterschlug er. Offen sei bisher die Frage, „ob beim Zigeunerkind […] ein genetisches Element durchschlägt und eine Bildungsgrenze setzt.“ (S. 262) Im anthropologischen Teil verglich er in verschiedenen Merkmalen „europäische Wirtsvölker“ mit „>echten< Zigeunern“ (S. 268) und machte sich Gedanken über Vermischung. Als Grundlage nahm er die „Begutachtungen“ von 28.607 Personen durch die RHF, von Arnold „Zigeunerstelle beim Reichsgesundheitsamt“ genannt (S. 268). „Ob wir Zigeuner als urtümliche Sammler und primitive Handwerker betrachten, die wirtschaftlich noch auf einer Kindheitsstufe der Menschheit stehen oder als eine mutativ entstandene entwicklungsfähige Spielart der Gattung Mensch (Ritter S. 156), ist eine unerhebliche Alternativfrage.“ (S. 270)
Der restliche körperliche Merkmale umfassende Vergleich beruhte auf zwei Dissertationen aus der NS-Zeit, auf Gerhart Steins (zeitweise RHF) „Zur Psychologie und Anthropologie der Zigeuner in Deutschland“ (1941) und Georg Wagners „Rassenbiologische Beobachtungen an Zigeunern und Zigeunerzwillingen“ (1943).

### Arnold entlastete die NS-Zigeunerforscher auch vor Gericht

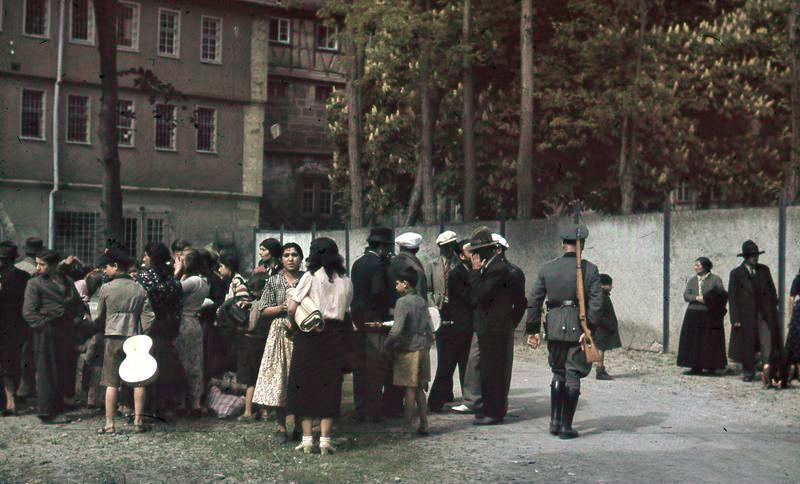
Deportation Mai 1940, Sinti unter Polizeibewachung in der Festung Hohenasperg. Bei dieser Deportation begutachtete Adolf Würth (RHF) die Opfer (Bild der RHF)

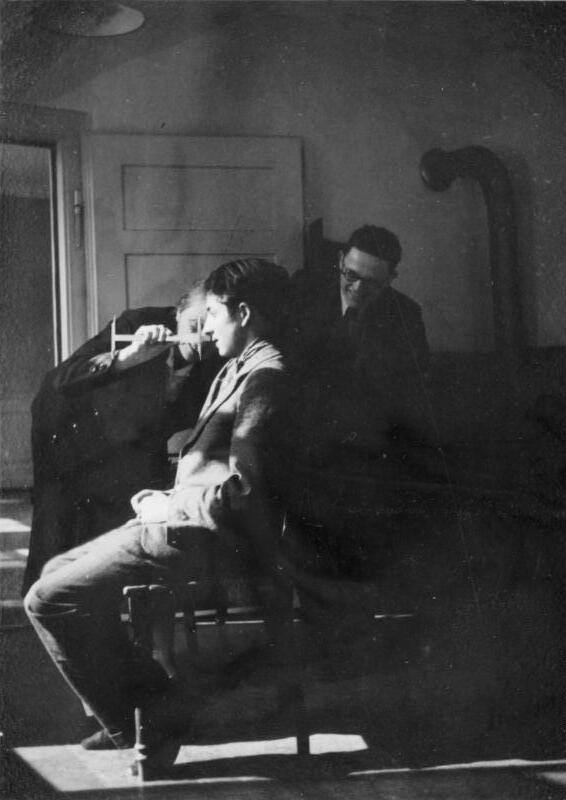
Adolf Würth mit Eva Justin bei Messung in einer Polizeidienststelle. (Bild der RHF)

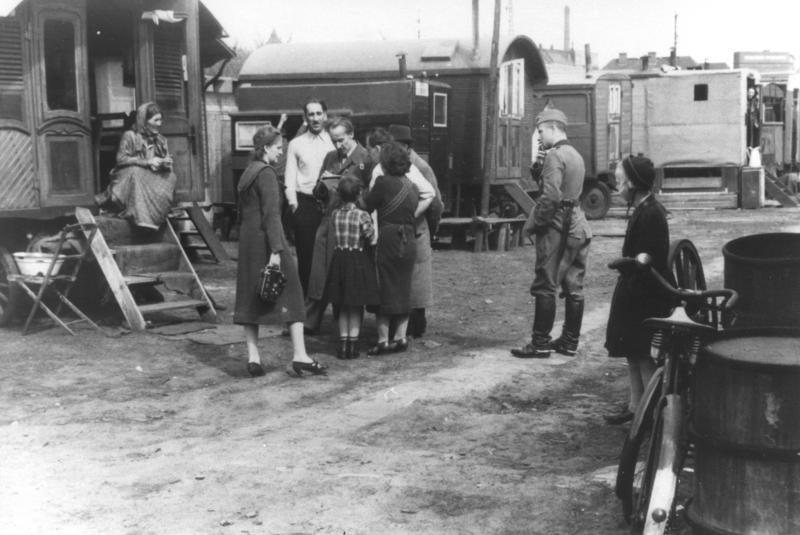
Mitarbeiter der RHF in Polizeibegleitung auf einem Schaustellerplatz in Hamburg (Bild der RHF).

1959 wurde Justin von überlebenden Sinti wegen Freiheitsberaubung im Amt mit Todesfolge angezeigt. Arnold war gewichtigster Entlastungszeuge. Er erklärte, dass Justins Doktorarbeit über „artfremd erzogene Zigeunerkinder“, in der sie die Zwangssterilisierung forderte und deren „Probanden“ (Sinti-Kinder von Mulfingen) nach Abschluss der Arbeit ins KZ Auschwitz eingewiesen wurden, nichts mehr bewirkt habe. Aus Ritters Arbeiten habe er entnommen, dass Justin mit der Verfolgung der Zigeuner nicht das geringste zu tun gehabt habe.
1965 folgerte Arnold aus der Tatsache, dass weder bei Ritter noch bei Justin ein gerichtliches oder disziplinarrechtliches Verfahren Erfolg hatte, dass „Ritter und seine Mitarbeiter sich keiner Verbrechen schuldig gemacht“ hätten. Ritter sei vielmehr „wie jeder echte Forscher […] in sein Studienobjekt verliebt“ gewesen, „Er wollte das traditionelle Zigeunertum erhalten. Das Intrigenspiel der Mächtigen seiner Zeit machte es schwer, ein solches Ziel direkt anzustreben. […] Entscheidend bleibt letzten Endes, dass die Ergebnisse der Ritterschen Forschung nicht zur Vernichtung der Zigeuner beigetragen haben, sondern Differenzierungen der staatlichen Zigeunerpolitik zur Folge hatten, die die Vernichtung eines großen Teils der Zigeuner verzögert und wohl auch verhindert haben.“ Kritiker halten das für Schutzbehauptungen. Ritter hatte in seinen Publikationen die „Unschädlichmachung von Primitiven“, die „vorbeugende Unterbringung in Arbeitslagern“ und die „Unfruchtbarmachung“ gefordert. Auch Arnolds Verteidigung, Ritter habe 1941 mit der Zigeunerforschung aufgehört, weil „die Absichten Himmlers eine humane Behandlung der Zigeuner ausschlossen“, wird von den fortgesetzten Rassengutachten (belegt ist ein Gutachten vom 29. März 1944) widerlegt. Arnold selbst hatte an anderer Stelle des Buches vermerkt, dass die RHF noch 1943 arbeitete.
Auch gegen die RHF-Mitarbeiter Ehrhardt, Adolf Würth und Ruth Kellermann kam es zu erfolglosen Ermittlungsverfahren wegen Beihilfe zum Mord. Arnold bedauerte 1988 diese Verfahren. Sie hätten unnötige Kosten verursacht und bei den Verdächtigen „Leid […] angerichtet“.

### Bewertung des Völkermordes (Porajmos) durch Arnold
Arnold leugnete nicht die Ermordung zahlreicher Roma im Dritten Reich. Er bezweifelte aber die von den Sprechern der Minderheit genannte Zahl der Opfer. Er verneinte eine rassistisch motivierte Verfolgung. Stattdessen interpretierte er die Verfolgung als kriminalpolitisch oder rassenhygienisch bzw. als „erbärztliche Verbrechensbekämpfung“ oder bezeichnete die „Abschiebung der Zigeuner nach Polen“ (gemeint ist die Maideportation) als „relativ human“. Arnold rechtfertigte die Forderung nach Sterilisation der „Zigeunermischlinge“. Alle Parallelen – so urteilt Matthias Winter – zwischen dem Völkermord an Juden und dem Genozid an den europäischen Roma würden von Arnold „blind geleugnet“, rassistische Sondergesetze legitimiert. Diese Interpretation hatte nicht nur ideologische Wirkungen, sie behinderte und verhinderte in vielen Fällen die Entschädigung der Opfer.

### Datenselektion durch Arnold
Erich Renner wies 1988 Arnold am Beispiel der Sinti aus Eußerthal in der Pfalz nach, wie Arnold durch Datenmanipulation seine These glaubhaft zu machen versuchte, die heutigen Pfälzer Sinti – wie, so die Generalthese, die meisten mitteleuropäischen Sinti – seien die Nachfahren („Mischlinge“) aus „Stammeszigeunern“ und „kriminellen Vaganten“ des 18. Jahrhunderts. Arnold verfälschte laut Renner gegen die Faktenlage die Kontinuität einzelner Familien an einem Ort, indem er ihre seit Mitte des 18. Jahrhunderts belegte Anwesenheit erst auf die erste Hälfte des 19. Jahrhunderts ansetzte. Renner bezog sich dabei auf die gleichen Archivalien, die schon Arnold als Quelle gedient hatten.

### Netzwerk
Gute persönliche Beziehungen pflegte Arnold sowohl zum Anthropologischen Institut in Mainz als auch zu Justin und Ehrhard. Mit Mitarbeitern des Mainzer Instituts führte er gemeinsame Untersuchungen durch und publizierte mehrfach in der von Institutsangehörigen herausgegebenen Zeitschrift Homo. Zeitschrift für die Forschung am Menschen.

### Proteste der Bürgerrechtsbewegung: das Ende des anerkannten Zigeunerexperten
Ab 1979 organisierten Sinti eine erfolgreiche Bürgerrechtsbewegung, zu deren Aktionen auch die Skandalisierung der Zigeunerforschung nach 1945, besonders die von Arnold, und der Verbleib der Akten der RHF gehörten. Bis zu den Protesten der Bürgerrechtsbewegung war Arnold ein anerkannter „Zigeunerexperte“, u. a. beim Bundesinnenministerium, beim Bundesfamilienministerium, beim Bundeskriminalamt, der Caritas, dem Deutschen Verein für öffentliche und private Fürsorge, der katholischen Zigeuner- und Nomadenfürsorge sowie bei Polizei und verschiedenen Ärzte- und Wohlfahrtszeitschriften.
In der Sicht Arnolds stellten die Proteste den Beginn einer langjährigen Verleumdungskampagne dar. Den von der Bürgerrechtsbewegung erhobenen Vorwurf des Rassismus und des „NS-Jargons“, der z. B. an seinem Buch „Die Zigeuner“ von 1965 festgemacht wurde, hielt er für unbegründet. Er habe nur im damals gebräuchlichen „Jargon der Anthropologen“ geschrieben, der allerdings seither „aus der akademischen Mode gekommen“ sei. Arnold klagte gegen die Vorhaltungen und verlor. Das Gericht stellte fest: Er habe „die Verbindung zwischen Zigeunern und anderen Asozialen – in einer ganz offenkundig dem Sprachschatz des NS-Staates entsprechenden Weise – her[ge]stellt und sich … mit Methoden einer Steuerung der Bevölkerungspolitik durch … ‚Eugenik‘ befaßt (noch 1979!)…“
Arnold blieb bis ans Ende bei seiner Sichtweise und bei dem Bestreben, sie auch möglichst publizistisch weiterzuverbreiten. Noch 2004 wandte er sich kämpferisch, wenngleich kaum noch wahrgenommen, in der Öffentlichkeit gegen die Verwendung der Ethnonyme der Minderheit, bestand auf „Zigeuner“ („Zigeunervolk“, „Zigeunerorganisationen“), wertete seine mehrheitsgesellschaftlichen Opponenten als „Zigeunerfans“, „Zigeunerfreunde“ oder „unrealistische Gutmenschen“ ab und blieb in der Nachfolge von Robert Ritter dabei, die „sozialen Probleme“, die er nach wie vor nicht aus sozialen Bedingungen erklärte und in ihrem Wesen auf Kriminalität reduzierte, würden durch die Existenz zahlreicher „Mischlinge“ geschaffen. Es sei – hier bezog er sich ausdrücklich auf die postnationalsozialistische Rechtfertigung von Robert Ritter – „Kriminalprävention“ die „Kernfrage“ der „Zigeunerpolitik“.
Arnold kritisierte, dass „Zigeunerorganisationen ... ein Zubehör der parlamentarischen Demokratie“ geworden seien. Ihr Zweck sei schließlich nur, sich von den „Wirtsvölkern“ arbeitslos Geld zu erschwindeln („‚Sinti-und-Roma‘-Schwindel“). Die nationalsozialistischen Massenverbrechen an den Roma mit der Judenverfolgung gleichzustellen, lehnte er ab. Auch das sei nur ein „Schwindel“, von ihm als solcher durchschaut.

## Andere Themen Arnolds
Arnold beschäftigte sich auch mit weiteren Themen, die im Rahmen einer eugenisch motivierten Bevölkerungspolitik relevant sind.
1976 machte er sich in der rechtsextremistischen Zeitung Nation Europa Gedanken über die „zu hohe“ Geburtenrate von „Zigeunern“ und die sinkende Geburtenrate bei Deutschen, was den Wohlstand gefährde.
1988 dachte er über eine Ungleichverteilung von Schwangerschaftsabbrüchen nach, bei denen er schichtspezifische Unterschiede in der „genetisch bedingten Begabung“ bemerkt haben wollte.

## Mitgliedschaften
- Pfälzische Gesellschaft zur Förderung der Wissenschaften[52]
- Deutsche Akademie für Bevölkerungswissenschaft

## Schriften (Auswahl)
- Beiträge zur Pathologie der Augenschädigung durch Dichlordiäthylsulfid auf Grund von Tierversuchen. Rinck, 1937
- Zur Problematik der Belegung von Barackenlagern mit Asozialen. In: Zs. Städtehygiene, 8, 1954, S. 190
- Das Vagantenunwesen in der Pfalz während des 18. Jahrhunderts. Ein Beitrag zur Bevölkerungskunde der Pfalz. in: Mitteilungen des Historischen Vereins der Pfalz, 55, 1957, S. 117–152
- Vaganten, Komödianten, Fieranten, und Briganten. Untersuchungen zum Vagantenproblem an vagierenden Bevölkerungsgruppen, vorwiegend der Pfalz. Schriftenreihe aus dem Gebiete des öffentlichen Gesundheitswesens, Heft 9. Thieme, Stuttgart 1958
- Bevölkerungsbiologische Beobachtungen an Sippenwanderern. in: Homo 1960, H. 11, S. 60–66
- The Gypsy Gene. in: Journal of the Gypsy Lore Society JGLS 3, 40, 1961 (weitere Art. des A. 1967, 1970 in dieser Zs.)
- Lieder deutscher Zigeuner. in Archiv für Völkerkunde 16, 1961, S. 4–22
- Wer ist Zigeuner?. in Zeitschrift für Ethnologie, Jg. 87, 1, 1962
- Die Entwicklung des Fürsorgewesens in der Pfalz von der Französischen Revolution bis zum Jahre 1869. in Mitteilungen des Historischen Vereins der Pfalz 60, 1962, S. 116–131
- Soziale Isolate im Mosel-Saar-Nahe-Raum. Veröffentlichungen des Instituts für Landeskunde des Saarlandes, 10. Saarbrücken 1964
- Zigeuner. Herkunft und Leben der Stämme im deutschen Sprachgebiet. Walter, Olten 1965
- Rezension von Bernard J. Gilliat-Smith in Journal of the Gypsy Lore Society JGLS, 3. Reihe, Jg. 45, 1966, S. 139–142
- Some Observations On Turkish and Persian Gypsies. in Journal of the Gypsy Lore Society JGLS, 3. Reihe, Jg. 46, Parts 3-4, 1967
- Von den Juden in der Pfalz. Reihe: Veröffentlichungen der Pfälzischen Gesellschaft zur Förderung der Wissenschaften, 56. Speyer 1967
- Zur Frage der Fruchtbarkeit von Zigeunern, Zigeunermischlingsgruppen und anderen sozialen Isolaten. in Zs. Homo 1967
- Die Neumühler. Beschreibung einer sozial isolierten Bevölkerungsgruppe. Reihe: Mitteilungen der Pollichia, 3, Bd. 14. Pfalzmuseum für Naturkunde, Bad Dürkheim 1967, S. 56–93
- On the assimilation of Gypsy populations and speech in Central Europe. Journal of the Gypsy Lore Society JGLS, 3. Reihe, Jg. 49, S. 61–64
- Hunger. Beiträge zur Sozialhygiene der chronischen Unterernährung. Universität des Saarlandes, Saarbrücken 1971
- Ein Menschenalter danach. Anmerkungen zur Geschichtsschreibung der Zigeunerverfolgung. Mainz 1977
- Materialien zu qualitativen Aspekten des Bevölkerungsprozesses. Als Ms. vervielfältigt. Selbstverlag, 1978
- Fahrendes Volk. Neustadt an der Weinstraße 1980
- Fahrendes Volk. Randgruppen des Zigeunervolkes. 2. üb. Aufl. Pfälzische Verlagsanstalt, Landau in der Pfalz 1983
- Armut und Armenwesen 1846–1854. In: Zs. Pfälzer Heimat, 38. 1987, S. 166f.
- Juden in der Pfalz. Vom Leben pfälzischer Juden. Pfälzische Verlagsanstalt, Landau 1987
- Medizin und Ethik. Problemfeld Eugenik. Reihe: Zeitgeschichtliche Bibliothek 4, Hrsg.: Zeitgeschichtliche Forschungsstelle Ingolstadt. Mut-Verlag Asendorf 1988 (einschlägiger Verlag)
- Die NS-Zigeunerverfolgung. Ihre Ausdeutung und Ausbeutung. o. O. (Aschaffenburg) o. J. (1988)
- Waren es Vorfahren von Anne Frank? Die Geschichte der jüdischen Familie Frank-Loeb aus Landau. - In Tribüne, H. 116 = N. F. 29, 1990, S. 100, 102-103
- Grabsteingedichte auf südpfälzischen Friedhöfen. Als Ms. vervielfältigt. Selbstverlag, Landau 1991
- Die Judenfriedhöfe der Südpfalz und ihre Grabdenkmäler. Als Ms. vervielfältigt. Landau 1991
- Wahre Geschichten von Räuberbanden in der Pfalz 1750–1992. 1992
- Künstler und Kunsthandwerker im Landauer Gebiet im 18. Jahrhundert. Pfälzer Kunst, Landau 1993
- Von Pirmasens aus die Pfalz und Württemberg unsicher gemacht. Zwischen 1764 und 1786 raubte und mordete die Hannikel-Bande nicht nur im Amt Lemberg. Pirmasenser Zeitung, Jg. 164, #204 vom 2. September 1994, S. 14
- Wahre Geschichten von Räuberbanden in der Pfalz 1750–1992. Karl-Heinz Gerster, Aschaffenburg [1994]
- Bevölkerungswissenschaft 1952–1995. Vom Niedergang einer politiknahen Disziplin. Landau 1996
- Jüdisches Leben in der Stadt Landau und der Südpfalz 1780–1933. Landau 2000
- Sinti und Roma: von der Zigeunertragödie zur Politkomödie. Pfälzer Kunst, Landau 2000
- Press Germany to pay. Der "Sinti- und Roma"-Schwindel, o. O. 2004
- als Kompilator: Pfälzer Stückelcher. Anekdoten aus der Pfalz. Selbstverlag, 2005

## Nachlass und Archivalien
- Die Literatursammlung Arnolds befinden sich heute als „Sondersammlung“ im Besitz des Dokumentations- und Kulturzentrum Deutscher Sinti und Roma[53]
- Bundesarchiv Sammlung Arnold ZSg 142[54]